# Vivian Conejero
Vivian Conejero (n. Havana, Cuba) este o dirijoare americană